# احمدآباد (اسدآباد)
احمدآباد (اسدآباد)، روستایی از توابع بخش مرکزی شهرستان اسدآباد در استان همدان ایران است.

## جمعیت
این روستا در دهستان دربندرود قرار دارد و براساس سرشماری مرکز آمار ایران در سال ۱۳۹۵، جمعیت آن ۶۲۵ نفر (۱۷۲ خانوار) بوده است.